# 푸른 하늘 짝사랑
〈푸른 하늘 짝사랑〉(青空片想い 아오조라카타오모이[*])은 일본 아이돌 그룹 SKE48의 두 번째 싱글이며, CROWN GOLD에서 발매된 첫 번째 싱글이다. 캐치프레이즈는 '너는, 푸른 하늘의 냄새가 나'. 이번 싱글에서 처음으로 선발 멤버 제도가 도입되었다.

## 수록곡

### 아오조라 가타오모이(青空片想い푸른 하늘 짝사랑[*])
도쿄 방송 소격! 원프레이즈의 2010년 3·4월 엔딩 테마 곡
- 작사 : 아키모토 야스시
- 작곡 : 시마자키 다카미쓰
- 편곡 : 노나카 마사 유이치

#### 선발 멤버
- 팀S : 마쓰이 주리나, 마쓰이 레나, 야가미 구미
- 팀KII : 다카야나기 아카네, 무카이다 마나쓰
- 연구생 : 오기소 시오리, 기노시타 유키코

### 반지 센겐(バンジー宣言번지 선언[*])
- 작사 : 아키모토 야스시
- 작곡 : 모리 히데하루
- 편곡 : 하라다 나오

#### 선발 멤버
- 팀S : 오야 마사나, 오노 하루카, 구와바라 미즈키, 스다 아카리, 다카다 시오리, 데구치 아키, 나카니시 유카, 히라타 리카코, 히라마쓰 가나코
- 팀KII : 아카에다 리리나, 이구치 시오리, 이시다 안나, 우치야마 미코토, 카토 토모코 , 기토 모모나, 사이토 마키코, 사토 세이라, 사토 미에코, 후루카와 아이리, 마쓰모토 리나, 야마다 레이카, 와카바야시 도모카
- 연구생 : 아비루 리호, 이소하라 교카, 이마데 마이, 우에노 가스미, 가토 루미, 기자키 유리아, 고토 리사코, 하타 사와코, 마쓰무라 가오리, 마노 하루카, 야카타 미키, 야마다 에리카

※ 소속 팀은 CD 발매일 기준